# Església de Sant Jaume de Viladrover
L'Església de Sant Jaume de Viladrover és una obra romànica del Brull (Osona) protegida com a Bé Cultural d'Interès Local.

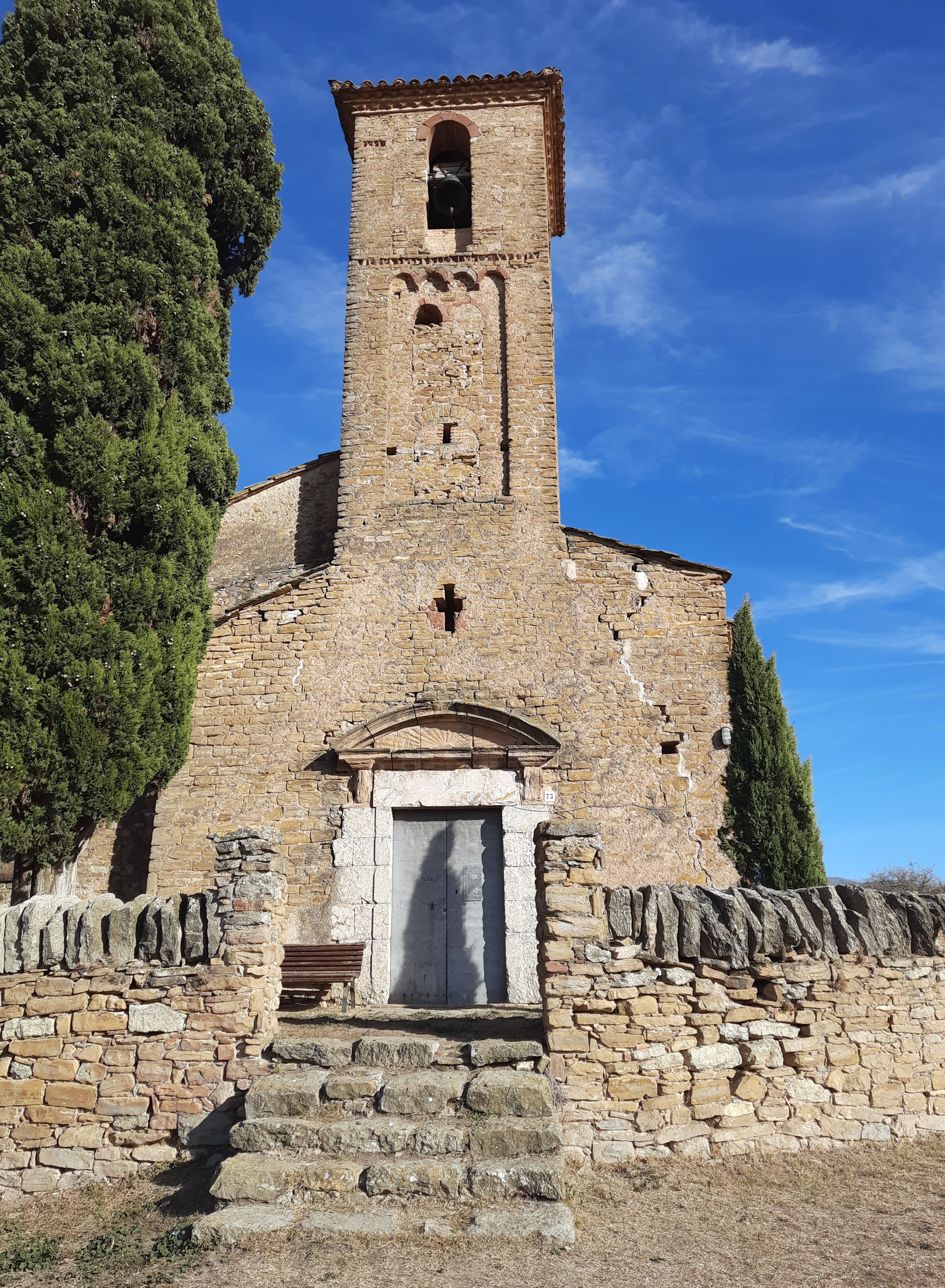

## Descripció
Sant Jaume de Viladrover o dels Bastons es troba aïllada, prop d'un mas, a 2 km de Balenyà. Es tracta d'un edifici d'una nau, coberta amb volta de canó amb llunetes i arcs torals, capçada per un absis semicircular amb decoració d'arcuacions sota fris de dents de serra de construït a principis del segle xx. Al costat de tramuntana s'hi afegí el cos de la sagristia. Conserva la porta original al mur de migdia, d'arc de mig punt amb dovelles bicolors, tot hi que ha estat cegada. L'accés actual es troba a la façana de ponent on hi ha una porta rectangular sota un frontó semicircular del segle xvii i una finestra en forma de creu. El més destacable és el campanar, de planta lleugerament romboïdal de tres pisos d'alçada, que descansa sobre la volta a l'extrem oest de la nau. Malgrat les modificacions d'època barroca, conserva algunes de les finestres romàniques geminades amb columna i capitell mensuliforme i la decoració d'arcuacions sota el fris de dents de serra de tipus llombard.

## Història
Va ser sufragània de Sant Martí del Brull fins al segle xix, moment en què va esdevenir parròquia. La primera notícia documental del temple data del 1029. En aquella data era de propietat privada, pertanyent a la masia Viladrover. El 1372 va ser venuda al canonge vigatà Pere Berenguer. El 1685 va ser renovada per complet la volta i el 1689 es va construir una capella nova a tramuntana. El 1926 va ser novament reformada amb la construcció de l'absis i amb la prolongació de la nau. Actualment és una parròquia autònoma i el seu estat de conservació és òptim.